# بیابان امرگوسا
بیابان امرگوسا (به انگلیسی: Amargosa Desert) بیابانی در ایالات متحده آمریکا است که در شهرستان نای، در غرب ایالت نوادا واقع شده‌است.
این بیابان در امتداد مرز ایالت‌های کالیفرنیا و نوادا قرار دارد و شامل بخشی شمال شرقی دره امرگوسا می‌شود. بیابان امرگوسا در شمال پناهگاه ملی وحوش اش مدوز قرار گرفته‌است. نام این بیابان از نام رود امرگوسا گرفته شده و نام این رودخانه نیز به نوبه خود از واژه‌ای اسپانیایی به معنی تلخ گرفته شده زیرا آب آن تلخ‌مزه است.
این بیابان را چند کوهستان فرا گرفته‌است. در آن سوی کوهستان غربی دره مرگ واقع شده‌است. این کوهستان‌ها دارای زمین‌های خشک و پرشیبی هستند. میانگین تفاوت ارتفاع بین بیابان امرگوسا و کوه‌های اطراف ۶۴۰ متر است. ارتفاع زمین‌های خود بیابان بین ۷۵۰ تا ۹۰۰ متر بالاتر از سطح دریا قرار گرفته‌اند.